# Kurt Dunder
Kurt Dunder är en dansk humoristisk äventyrsserie i Klara linjen-stil, även kallad "Tintin-stil", skapad 1988 av Frank Madsen. Huvudfigurerna är den piprökande äventyraren Kurt och hans vän Bill, som tillsammans med apan Attila reser runt i världen och löser mysterier.